# КТП
 Тази статия е за финландския футболен отбор.  За комплектните трансформаторни постове вижте Трафопост.  
ФК „Коткан Тюйоваен Палоилият“ (на фински: Kotkan Työväen Palloilijat), познат още като КТП (Ко Те Пе), е футболен клуб от Котка, провинция Южна Финландия, Финландия. Играе във висшата лига на Финландия – Вейкауслига.
Шампион на Финландия през 1951 и 1952 и четириктратен носител на Купата на Финландия.

## Успехи[2]
- Вейкауслига: (Висша лига)
  -  Шампион (2): 1951, 1952
  -  Трето място (2): 1947, 1964
- Купа на Финландия:
  -  Носител (4): 1958, 1961, 1967, 1980
  -  Финалист (3): 1965, 1966, 2000
- Купа на лигата:
  -  Финалист (1): 1999
- Иконен: (2 ниво)
  -  Победител (1): 2022
- Каконен: (3 ниво)
  -  Победител (2): 1977, 1993
- Колмонен: (4 ниво)
  -  Победител (3): 2005, 2007, 2010